# Geomantis
Geomantis Pantel, 1896 è un genere di insetti mantoidei diffuso nei paesi del bacino del Mediterraneo. 
Comprende due sole specie :
- Geomantis   algerica Giglio-Tos, 1916
- Geomantis larvoides Pantel, 1896